# Лоба (Росія)
Ло́ба (чув. Лопа, рос. Лоба) — присілок у Чувашії Російської Федерації, у складі Пандіковського сільського поселення Красночетайського району.
Населення — 16 осіб (2010 році; 24 — в 2002, 62 — в 1979, 123 — в 1939). Національний склад населення: чуваші — 100 % (2002).
Національний склад (2002):
- чуваші — 100 %

## Історія
Присілок заснований як сільськогосподарська артіль «Лоба» 1928 року. Селяни займались землеробством, тваринництвом. До 1962 року присілок перебував у складі Красночетайського, а у період 1962–1965 років — у складі Шумерлинського, після чого знову переданий до складу Красночетайського району.